# Carrizozo
Carrizozo è una città della contea di Lincoln, nel Nuovo Messico, della quale è anche il capoluogo, con una popolazione di 996 abitanti al censimento del 2010. Fondata nel 1899, la città fornì l'accesso principale alla ferrovia per la contea di Lincoln, e la città conobbe una crescita significativa della popolazione nei primi decenni del 1900. Tuttavia, con il declino della rilevanza della ferrovia, la popolazione della città scese gradualmente. La città si trova all'incrocio tra la U.S. Route 54 e la U.S. Route 380.

## Geografia fisica
Secondo l'Ufficio del censimento degli Stati Uniti, ha una superficie totale di 8,36 mi² (21,65 km²).

## Origini del nome
Il nome della città deriva dal volgare spagnolo per l'erba di canna (Carrizo), presente in modo significativo nell'area e forniva mangimi eccellenti per i bovini da allevamento. La "zo" aggiuntiva alla fine del nome della città è stata aggiunta per indicare l'abbondanza di erba Carrizo. La città è ora spesso indicata come 'Zozo.

## Storia
Prima del 1899, l'area era principalmente costituita da alcuni ranch e da un incrocio di diligenze con un insediamento permanente limitato. Lawrence Murphy, un mercante attivo nella guerra della contea di Lincoln (1878), possedeva un grande ranch nell'area. La posizione di Carrizozo fu scelta come sito per una stazione sulla linea principale della El Paso and Northeastern Railway (EP&NE) nel 1899. Carrizozo fu scelta a causa della vicinanza alla città mineraria di White Oaks, con conseguente migrazione su larga scala da White Oaks a Carrizozo.
La ferrovia portò imprese, popolazione in crescita e maggiore importanza per la città di Carrizozo. Di conseguenza, un referendum della contea nel 1909 trasferì il capoluogo della contea di Lincoln dalla città di Lincoln a Carrizozo. Questa decisione portò a una battaglia legale di quattro anni che è stata infine risolta a favore di Carrizozo dalla Corte suprema degli Stati Uniti nel caso di Gray v. Taylor. Il risultato fu un periodo di boom in cui l'accesso alla ferrovia e l'importanza politica si unirono per portare a una crescita significativa della popolazione di Carrizozo. La popolazione era di circa 2 000 abitanti nel 1920.
Durante questo periodo, Albert Bacon Fall, primo senatore del Nuovo Messico e poi Segretario degli Interni, possedette il Three Rivers Ranch a sud di Carrizozo ma dovette venderlo per saldare i debiti legali a causa del suo coinvolgimento nello scandalo Teapot Dome (1922-1923). Nello stesso periodo, il giornalista Quentin Reynolds visitò la città e ne scrisse un pezzo per il Collier's Weekly. In seguito, scrisse sul The Wounded Don't Cry: "ero d'accordo con Bugs che una volta che lasciassi New York, eri strettamente sul circuito dei cavalli e dei buggy, ma negli ultimi anni ho dovuto modificarlo. Ho visitato New Orleans, San Francisco e un piccolo posto chiamato Carrizozo, nel Nuovo Messico, dove voglio andare quando morirò. Voglio andare lì e fare il giro della farmacia e intrufolarmi dietro il banco delle prescrizioni con Art Rolland e avere un pizzico di ciò che lui chiama Old Granddaddy, quindi digita le sue prescrizioni per lui".
Carrizozo si trova a circa 50 miglia dal sito di Trinity, dove la prima bomba nucleare venne fatta detonare il 16 luglio 1945. I residenti dichiararono tremori come un terremoto e, come il primo insediamento sottovento, la città ricevette una parte significativa dei resti del fungo atomico (con conseguente contaminazione radioattiva dell'area, che svanì rapidamente e non persiste oggi).
Con l'ascesa dell'automobile, la vicinanza di Carrizozo alla ferrovia divenne meno importante a partire dagli anni 1950 e l'ultimo treno passeggeri passò nel 1968. Il risultato fu una diminuzione delle opportunità economiche a Carrizozo, e la popolazione scese a circa 1 200 abitanti per gran parte della fine del XX secolo. Recentemente, la città ha visto un crescente interesse per il turismo, e il sidro di ciliegie prodotto nella città è noto a livello nazionale.

## Società

### Evoluzione demografica
| Anno | Popolazione |
| ---- | ----------- |
| 1920 | 1.301       |
| 1930 | 1.171       |
| 1940 | 1.457       |
| 1950 | 1.389       |
| 1960 | 1.546       |
| 1970 | 1.123       |
| 1980 | 1.222       |
| 1990 | 1.075       |
| 2000 | 1.036       |
| 2010 | 996         |
| 2019 | 935         |

| Contea di Lincoln              | Contea di Lincoln                                                                                             | Contea di Lincoln    |
| Capoluogo: Carrizozo           | Capoluogo: Carrizozo                                                                                          | Capoluogo: Carrizozo |
| ------------------------------ | --- | -------------------- |
| City                           | Ruidoso Downs                                                                                                 |                      |
| Town                           | Carrizozo |                      |
| Villaggi                       | Capitan • Corona • Ruidoso                                                                                    |                      |
| CDP                            | Nogal |                      |
| Altre comunità non incorporate | Alto • Arabela • Bluewater • Coyote • Glencoe • Hondo • Lincoln • Picacho • Riverside • San Patricio • Tinnie |                      |
| Città fantasma                 | White Oaks • Jicarilla                                                                                        |                      |

| Controllo di autorità | VIAF (EN) 134136328 · LCCN (EN) nr92001870 · J9U (EN, HE) 987007538125105171 |